# محمدعلی کی‌نژاد
محمدعلی کی‌نژاد (زاده ۱۳۲۹ در تبریز) و رئیس مجتمع علمی، فرهنگی و تاریخی ربع رشیدی و بنیانگذار و رئیس دانشگاه هنر اسلامی تبریز است. وی پیش از این نیز سمت‌هایی نظیر استاندار،موسس و رئیس دانشگاه صنعتی سهند تبریز و دبیری شورای عالی انقلاب فرهنگی، مشاور علمی قرارگاه خاتم الانبیا را برعهده داشته‌است. کی نژاد دانش اموخته کارشناسی مهندسی دانشگاه تبریز و دکترای مهندسی محیط زیست  دانشگاه پییر و ماری کوری (سوربن )فرانسه است. وی در حال حاضر رئیس هیأت عالی جذب اعضای هیأت علمی کشور شورای عالی انقلاب فرهنگی  نیز می‌باشد.

## زندگی
محمد علی کی نژاد در سال ۱۳۲۹ شمسی در خانواده‌ای مذهبی در شهر تبریز متولد شد. تحصیلات مدرسه‌ای خود را به ترتیب در دبستان آذر و دبیرستان فردوسی این شهر با موفقیت به اتمام رسانید. در سال ۱۳۵۱ در رشته مهندسی محیط زیست با مدرک مهندسی و رتبه ممتاز از دانشگاه تبریز دانش آموخته شد. در سال‌های ۱۳۵۲ و ۱۳۵۳ به ترتیب موفق به دریافت دو مدرک کارشناسی ارشد «هواشناسی دینامیک» از دانشگاه پییر ماری کوری و کارشناسی ارشد «انرژی و آلودگی» از دانشگاه پاریس شد و سپس دکتری تخصصی خود را در رشته «مهندسی محیط زیست» از دانشگاه پییر ماری کوری (سوربن پاریس )دریافت کرده و به مدت یک سال در همان دانشگاه مشغول به تدریس شد.
وی در دوران پیروزی انقلاب اسلامی به کشور بازگشت ،باتوجه به ارتباط با مبارزین درپاریس واینکه نقش عمده‌ای در مبارزات دانشجویی زمان تحصیل در دانشگاه تبریز ودستگیری وزندان توسط نهادهای امنیتی نظیر ساواک داشت تاپیروزی انقلاب از استخدام دردانشگاه محروم گردید

## سوابق علمی و مدیریتی
سوابق علمی ایشان عبارتند از:
- تدریس در دانشگاه پاریس در سال‌های ۱۳۵۴ و ۱۳۵۵
- استادیار دانشگاه بوعلی سینا همدان از ۱۳۵۶ تا ۱۳۵۷
- دانشیار دانشگاه تبریز از سال ۱۳۵۷ تا ۱۳۸۴
- استاد تمام دانشگاه صنعتی سهندوهنر اسلامی تبریز از سال ۱۳۸۴ تا کنون

از سوابق مدیریتی وی نیز می‌توان به موارد زیر اشاره کرد:
- مشاور علمی قرارگاه خاتم الانبیاء در امور هواشناسی و آب به مدت هشت سال
- استاندار همدان
- بنیان‌گذار و مدیر گروه مهندسی آب دانشگاه تبریز
- بنیان‌گذار و رئیس دانشگاه صنعتی سهند
- بنیان‌گذار و رئیس دانشگاه هنر اسلامی تبریز
- عضویت حقیقی در شورای عالی انقلاب فرهنگی از سال ۱۳۷۴ تا ۱۴۰۰
- رئیس هیئت عالی جذب دانشگاه‌ها، پژوهشگاه و مراکز آموزش عالی کشور

از سایر فعالیت‌های وی می‌توان به عضویت در هیئت امنای بنیاد نخبگان کشور از بدو تأسیس تا سال ۱۴۰۱ عضویت در هیئت حمایت از کرسی‌های آزاداندیشی و نظریه‌پردازی، عضو پیوسته فرهنگستان  و شورای هنر کشور، عضو هیئت امنای دانشگاه‌های استان آذربایجان شرقی، عضو شورای اسلامی شدن دانشگاه‌ها و مراکز آموزش عالی، عضو کمیسیون هیدرولوژی آسیا و مؤسس ورئیس مجتمع  علمی فرهنگی وتاریخیربع رشیدی تبریز اشاره کرد. ایشان معتقد است: «حضور کودکان از سنین پایین در مساجد انس و الفت میان مردم و مساجد را بیشتر می‌کند و آن‌ها را در برابر خطرات تهاجم فرهنگی دشمن مصون می‌دارد».

## افتخارات
- استاد نمونه کشوری در سال ۸۹[۸]واستادممتاز دانشگاه هنراسلامی تبریز
- دریافت مدال میراث فرهنگی کشور و لوح تقدیر ریاست جمهوری به علت احیاء و پاسداری خانه‌های قدیمی تبریز و شکوفایی و پیشرفت صنایع دستی و هنرهای اسلامی
- دریافت جایزه کتاب برتر مهندسی آب
- دریافت جایزه برگزیده کتاب سال تبریز در دو گروه هنر و تاریخ

علاوه بر آن، تألیف و ترجمه بیش از سیزده جلد کتاب، چاپ سی وپنج مقاله علمی و پژوهشی در مجلات علمی معتبر، ارائه بیش از سی سه مقاله علمی در سمینارها و همایش‌های ملی و بین‌المللی، اتمام پانزده پروژه تحقیقاتی و فارغ‌التحصیلی42 دانشجوی کارشناسی ارشد و دکتری با راهنمایی ایشان از سایر افتخارات دکتر کی نژاد است.

## اتهام سرقت علمی
در سال ۲۰۰۹، نشریه نیچر ادعا می‌کند دانشجوی دکترای کی نژاد مقاله ای در کنفرانس علمی دانشجویی درلندن را ارائه کرده که تقریباً  برگرفته از بخشی ازیک مقاله کنفرانس مربوط به تحقیق انجام شده در سال ۲۰۰۱ در مجارستان است. به گفته آلیسون تاملین، یکی از نویسندگان مقاله مجارستان، مقاله ارائه شده توسط فاتحی فر و دو نفر دیگر ادعا می‌کند بررسی آلودگی محیط زیست در تبریز انجام شده اما آمارها و نتایج با مقاله مربوط به کشور مجارستان یکی است و نقشه‌ها نیز نقشه مجارستان است.
دانشگاه صنعتی سهند و دیگر نویسندها اشتباه عدم ذکر رفرانس  در این مورد را متوجه دانشجو دانسته و از ادامه تحصیل این شخص در مقطع دکترا جلوگیری کردند.